# Индустријска зона (Виченца)
Индустријска зона је насеље у Италији у округу Виченца, региону Венето.
Према процени из 2011. у насељу је живело 1078 становника. Насеље се налази на надморској висини од 165 м.